# Kerstin Mieth

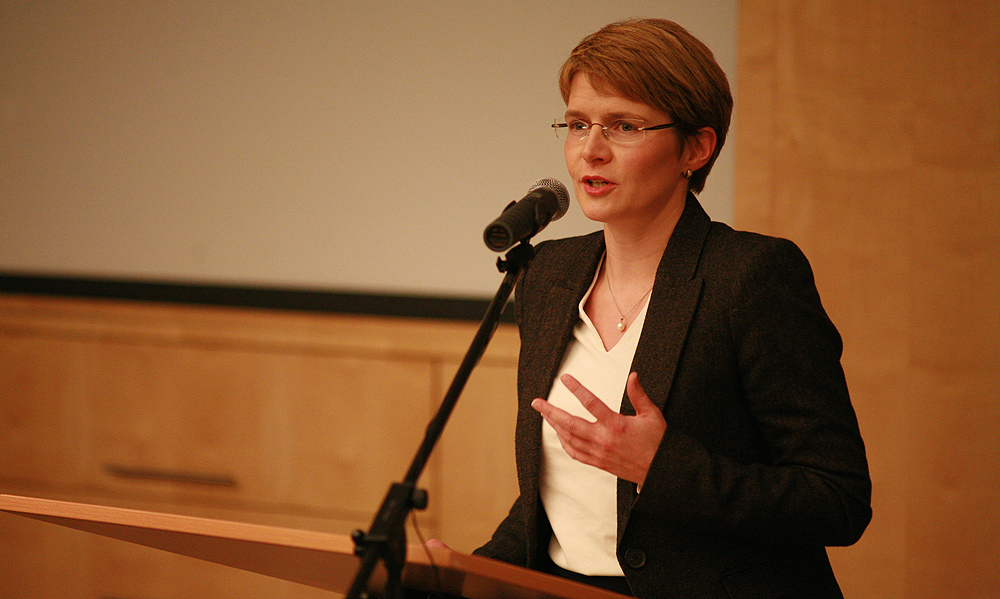
Kerstin Mieth

Kerstin Mieth (ehemals Kerstin Liebich; * 22. Januar 1972 in Ribnitz-Damgarten) ist eine deutsche Politikerin (Die Linke). Sie war von 2006 bis 2011 Staatssekretärin in der Berliner Senatsverwaltung für Integration, Arbeit und Soziales.

## Ausbildung und Beruf
Nach dem Schulbesuch in Prerow und Rostock studierte Mieth von 1991 bis 1994 an der Fachhochschule für Verwaltung und Rechtspflege Berlin und schloss als Diplom-Verwaltungswirtin (FH) ab. Studien- bzw. berufsbegleitend studierte sie von 1993 bis 1996 zudem Politologie an der Fernuniversität in Hagen.
Von 1993 bis 2002 arbeitete sie in unterschiedlichen Funktionen im Bezirksamt von Berlin-Hellersdorf (ab 2001 Marzahn-Hellersdorf), unter anderem als Referentin des Bezirksbürgermeisters Uwe Klett und in der Leitstelle für Beschäftigungs- und Ausbildungsförderung. Ab 2002 übernahm sie politische Ämter als Bezirksstadträtin und später Staatssekretärin.
Nach ihrer Zeit als Staatssekretärin wurde sie im April 2012 Geschäftsführerin im Landesverband der Volkssolidarität Mecklenburg-Vorpommern. Im März 2020 wechselte sie als Referatsleiterin für Belange pflegebedürftiger Menschen in das Ministerium für Soziales, Integration und Gleichstellung des Landes Mecklenburg-Vorpommern.

## Politik
Mieth ist seit 1999 Mitglied der Partei des Demokratischen Sozialismus (PDS), später Die Linke. Sie war von 2004 bis 2006 Mitglied des Bezirksvorstandes von DIE LINKE Friedrichshain-Kreuzberg.
Von 2002 bis 2006 war sie Stadträtin für Gesundheit und Soziales im Bezirksamt Friedrichshain-Kreuzberg von Berlin. Ab dem 7. Dezember 2006 war sie Staatssekretärin für die Bereiche Integration und Arbeit in der von Heidi Knake-Werner (ab 2009 Carola Bluhm) geführten Senatsverwaltung für Integration, Arbeit und Soziales. Nach dem auf die Abgeordnetenhauswahl 2011 folgenden Regierungswechsel (Senat Wowereit III => IV) wurde sie am 6. Dezember 2011 in den einstweiligen Ruhestand versetzt.
Im Jahr 2001 war Mieth Kandidatin der PDS für den Bürgermeisterwahlkampf in Bernau; in der Stichwahl erhielt Hubert Handke (CDU) mehr Stimmen als sie. 2012 war sie Kandidatin der Linken für das Amt der Rostocker Oberbürgermeisterin. Der amtierende Oberbürgermeister Roland Methling erhielt im ersten Wahlgang 53,8 % der Stimmen; Mieth erhielt lediglich 13,8 % der Stimmen.

## Privates
Kerstin Mieth war mit dem Politiker Stefan Liebich (Die Linke) verheiratet. Im Januar 2020 heiratete sie Holger Mieth und nahm seinen Namen an.